# 陰謀論の哲学
陰謀論の哲学（いんぼうろんのてつがく、英語: philosophy of conspiracy theories）は、陰謀論の現象や歴史を学術的に研究する哲学の一分野である。
陰謀論とは、悪意があり権力を有するグループが、しばしば政治的な動機による陰謀――より狭義には他の説明がより妥当であるような陰謀を引き起こすような出来事や状況を説明するものと定義される。
この言葉には否定的な意味合いがあり、陰謀のアピールが偏見や不十分な証拠に基づいている、という含意がある。
心理学者は、陰謀がないところに陰謀を見つけることが、「幻想的パターン知覚」と呼ばれる精神疾患に起因するとしている。

## 歴史
陰謀論に関する分析哲学の議論は、1990年代半ばにチャールズ・ピグデンがカール・ポパーの立場に異議を唱えたことから始まった。
影響力のある科学哲学者であったポパーは、彼が「社会の陰謀論」と呼ぶものについて、歴史はある個人やグループによって意図された陰謀の産物であると説明したうえで、すべてが意図されているわけではないので、この見解は間違っているはずだと主張した。
ポパーの批判は影響力を持ち続けているが、ピグデンは、ほとんどの陰謀論は出来事の完全なコントロールを仮定していないので、ポパーの議論は当てはまらないと主張している。
また、ピグデンは、陰謀が何らかの形で失敗した場合でも、その陰謀に関する理論は陰謀論であり、説明の役割を果たす可能性があると指摘している。
1999年にThe Journal of Philosophyに掲載されたブライアン・キーリーのエッセイ“Of Conspiracy Theories（陰謀論について）”は、この議論に新たな局面をもたらした。キーリーは「根拠のない陰謀論」（unwarranted conspiracy theories; UCT）と呼ばれる陰謀論のなかの一種に注目していた。
デービッド・コーディによれば、キーリーは、陰謀論に関するある種の一般化が「陰謀論を信じることに反対する一応確からしい（prima facie）根拠となる」と主張した（Coady 2006, p.6）。
リー・バシャムはより同情的な見方をしており、「研究された不可知論」の態度をとるべきだと提案している（Coady 2006, p.7）。
スティーブ・クラークは、陰謀論が性格的説明を過大評価しているので、それらに対して一応の懐疑的態度をとることが妥当であると主張している。
2007年には、Episteme: A Journal of Social Epistemology誌の特集で、さらにいくつかの論考が掲載され、議論が続けられた。そのうち、ニール・レヴィは、“Radically Socialized Knowledge”の中で、公式に承認された説と対立すると考えられる陰謀論は、関連する認識論的権威（epistemic authorities）の見解と対立するため、「一応の（prima facie）懐疑心を持って扱われるべきである」と主張している。
チャールズ・ピグデンは、「信念の倫理」という観点からこの問題を検討している。ピグデンは陰謀論についての従来の常識である「信じるべきでも調査すべきでもない」ということが、「陰謀論」という言葉の様々な解釈のいずれにおいても危険な誤りであると主張している。
より最近では、哲学者と社会科学者が、陰謀論の性質や、主義、資金提供に対する蔑視的な意味合いをめぐって議論しており、この議論は「学際的な意見の不一致」として分類されるまでになっている。

## 侮蔑的な意味合い
哲学者のM・デンティスとブライアン・キーリーは、陰謀論を一応（prima facie）ありえないものとして定義することは、陰謀を仮定した理論を早まって否定することになるかもしれないと主張していた。
デンティス、キーリー、バシャムはミニマリスト的な定義を支持しており、重要な原因として陰謀を含む理論を「陰謀論」と定義していた。
これはコーディによって、例えば9.11の公式アカウントを含むあまりにも多くの偽陽性を捉えていると批判されている。
コーディは陰謀論の特徴は何らかの公式アカウントに反対することであると示唆している。
「陰謀論」という用語は、一般的に抑圧的な態度や悪意を含意している。
以下の哲学者たちはそのような言葉がケースを誇張していると主張している。
- スティーブ・クラーク（陰謀論に対する否定的な態度は一般的に正当化されると主張している）は、エルヴィス・プレスリーが自身の死を偽装しているという陰謀論は、邪悪な意図によるものではなく、その陰謀論の普及者はエルヴィスを同情的に描いている、と指摘している[27]。
- ダニエル・コーニッツは、ポール死亡説という陰謀論がほとんどの場合、残ったビートルズのメンバーとその共謀者たちは集団的な悲しみから世界を救おうとするという悪意のない動機を持っていたと主張し、ケムトレイル陰謀論の信奉者の中には有益な目的のために化学物質を撒いているかもしれないと言う者もいると述べている。したがって、コーニッツは、悪意のある意図を、陰謀論を定義する際の必要な要素としてとらえるべきではないとしている[28]。
- ピグデンは陰謀論を「道徳的に疑わしい」事業を仮定していると特徴づけている[29]。

スーザン・フェルドマンは、陰謀論とよばれる信念は、起こった出来事や広く知られている事実ではなく、「隠された事実」を説明することを目的としている可能性があると指摘している。
コーディは「陰謀論」という言葉を使うべきではないと提案しているが、デンティスとキーリーは使い続け、議論されるべきだと主張している。

## 関連文献
- 2007. Episteme: A Journal of Social Epistemology 4.2. (Special Issue: Conspiracy Theories)
- 2018. Argumenta 3.2 (issue #6) (Special Issue: The Ethics and the Epistemology of Conspiracy Theories) Open access.
- Conspiracy Theories article in the Internet Encyclopedia of Philosophy
- 植原亮「虚偽情報をめぐる哲学の現状：陰謀論を中心に」科学基礎論学会ワークショップ、2021年 - researchmap